# Hyllus albomarginatus
Hyllus albomarginatus là một loài nhện trong họ Salticidae.
Loài này thuộc chi Hyllus. Hyllus albomarginatus được Lenz miêu tả năm 1886.